# Ivanovo, Blagoevgrad
Ivanovo (în bulgară Иваново ) este un sat  în Obștina Petrici, Regiunea Blagoevgrad, Bulgaria.

## Demografie
Componența etnică a satului Ivanovo
     Nicio identificare (100%)
     Altele (0%)
La recensământul din 2011, populația satului Ivanovo era de 3 locuitori. . Pentru 100,0% din locuitori nu este cunoscută apartenența etnică.